# لاندی عرب
لاندی عرب (به انگلیسی: Landi Arab) یک روستا در پاکستان است که در خیبر پختونخوا واقع شده‌است. لاندی عرب ۱۰٬۰۰۰ نفر جمعیت دارد و ۳۴۶ متر بالاتر از سطح دریا واقع شده‌است.